# マニク
マニクは、マヤ文明で使われていたツォルキン（暦）の第7番目の日。キチェ語でKej。狂気、力、権威、東西南北、聖なる権威の守護動物、人間や家族の守護動物の象徴。
- 関連色：ベージュ、黄色

- 解釈：権力者、中心人物、村のリーダーなどの人を象徴する日。人類の運命を担う力であり支配である。4つの支柱、東西南北の4つの柱をあらわす。この柱は、大地と月や星を支えるために原始につくられた。年の担い手であり、時の担い手でもある。マニクは父母としての権威を与える日であり、権力の杖の日である。

- 長所：身体と精神が強い人、敏捷、責任感があり知的。確信する能力をもち、助言者、連帯感

- 短所：怒りっぽい、気難しい、愚か、悪徳、がめつい

- 健康：健康状態は良く、病気に耐え、強い。しかし権力で被害を及ぼすと、弱り病気になる。

- 祭事：マニクには力を望み、妊娠や治癒、守りのために願う祭事を行う。8マニクは故人の記念祭の日であり、私たちに所有や精神性を与えてくれた先祖たちに感謝を捧げる。同時に、最初の先祖から現在まで行われてきた祭事を記念する日でもある。